# 黄田 (1955年出生)
黄田（1955年—），博士，天津大学教授，主要从事机器人与数控机床技术等方面的研究工作。中国教育部第三批“长江学者”特聘教授，华威大学兼职教授。承担“863”计划等多个重点项目，发表论文数百篇，授权发明专利数十项，获中国国家技术发明二等奖等奖项。担任国际生产工程研究院会士，国际机器理论与机构学联合会副主席，《Mechanism and Machine Theory》工业机器人领域主编等职。